# Eusebi Soler
Eusebi Soler fou un enginyer català que dona nom a un dels carrers més antics d'El Prat de Llobregat.

## Biografia
Nascut al Prat de Llobregat i fill del santboià Joan Soler de la Torre, fou conegut per ser l'encarregat d'acabar el Canal de la Dreta del Llobregat (que s'havia iniciat l'any 1817 amb Tomàs Soler i Ferrer com a supervisor de les obres) a partir del 1855.